# Acourtia moctezumae
Acourtia moctezumae là một loài thực vật có hoa trong họ Cúc. Loài này được Rzed. & Calderón mô tả khoa học đầu tiên năm 1990.